# Nasi uduk
Le nasi uduk est un plat indonésien, et, plus particulièrement, betawi. Il s'agit d'un plat de riz à la noix de coco (du riz cuit dans du lait de coco), originaire de Jakarta, que l'on peut retrouver dans tout le pays.

## Étymologie
Nasi uduk signifie littéralement « riz mélangé » en dialecte betawi. Il désigne ainsi la préparation du plat, qui contient plus d'ingrédients que d'autres plats de riz cuits en Indonésie.

## Préparation
Le nasi uduk est préparé en faisant cuire le riz dans du lait de coco à la place de l'eau, avec des clous de girofle, de la cannelle de Chine, et de la citronnelle. Parfois, des feuilles de pandan sont aussi ajoutées à la cuisson. Le tout est recouvert de bawang goreng (échalotes frites). Il est alors accompagné de différents plats.

## Plats d'accompagnements

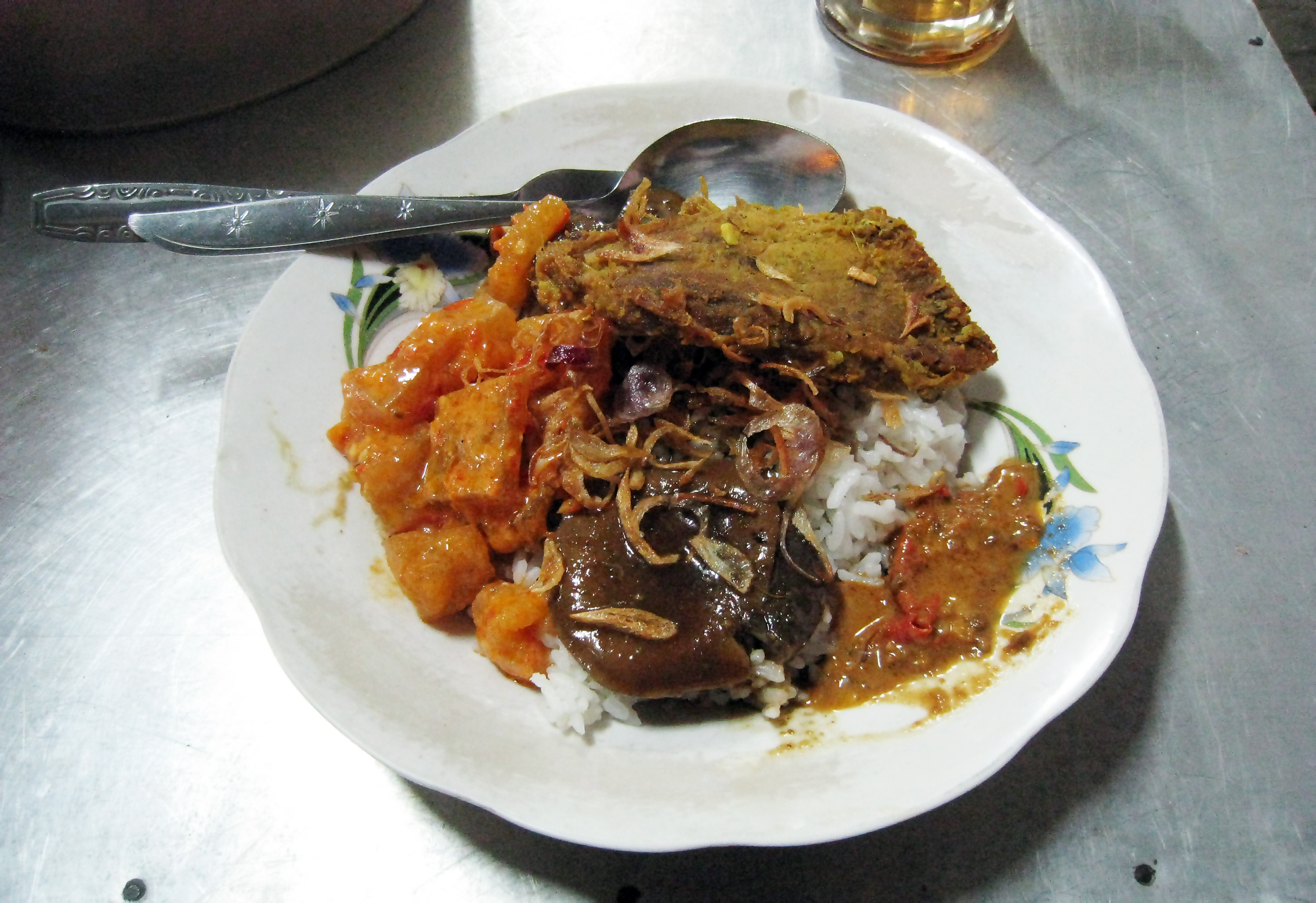
Nasi uduk avec du bœuf frit, semur jengkol et krechek (peau de bœuf cuite dans du lait de coco épicé).

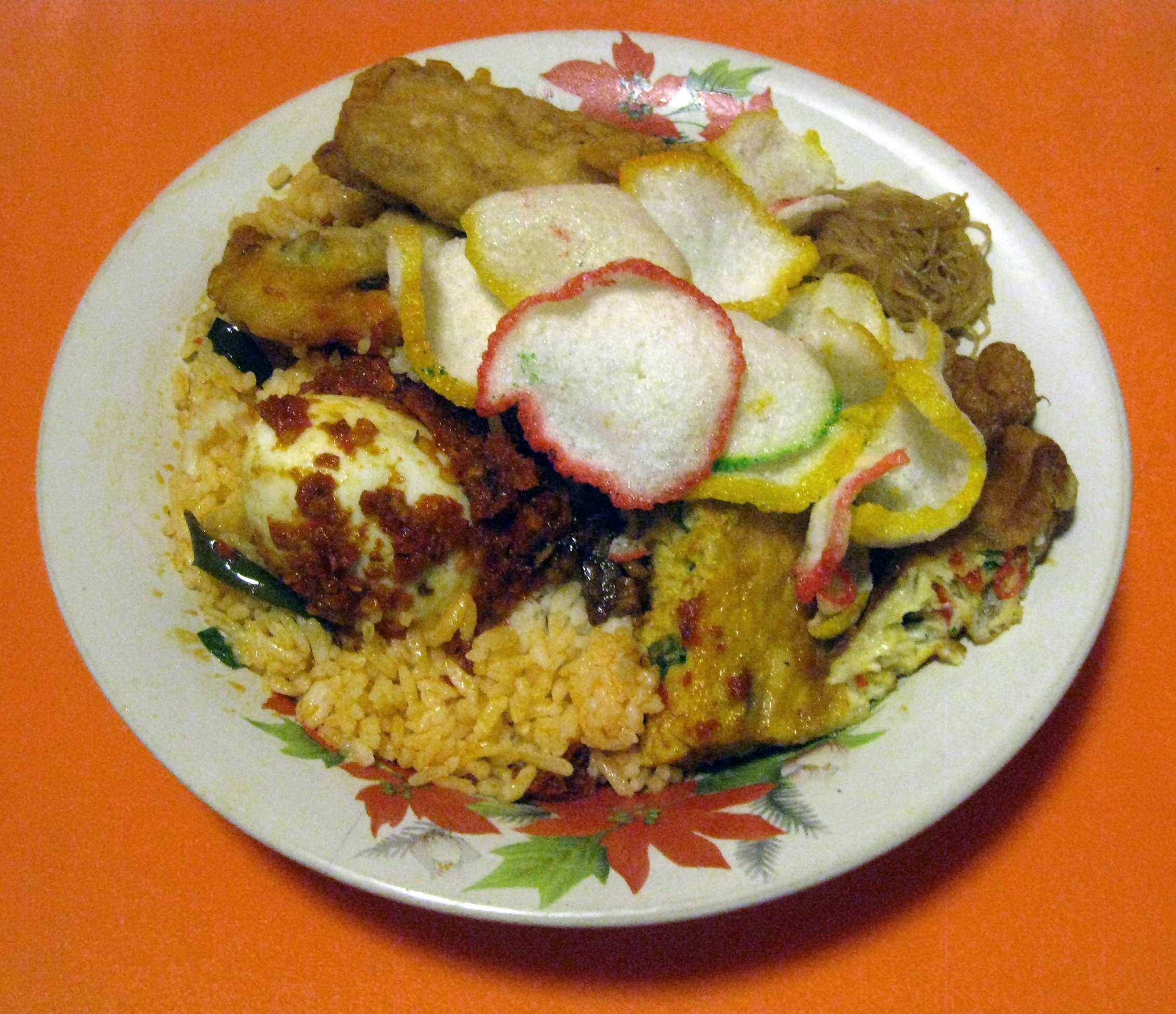
Nasi uduk betawi traditionnel, avec ses accompagnements : œuf, tempeh, sambal, bihun, goreng et krupuk.

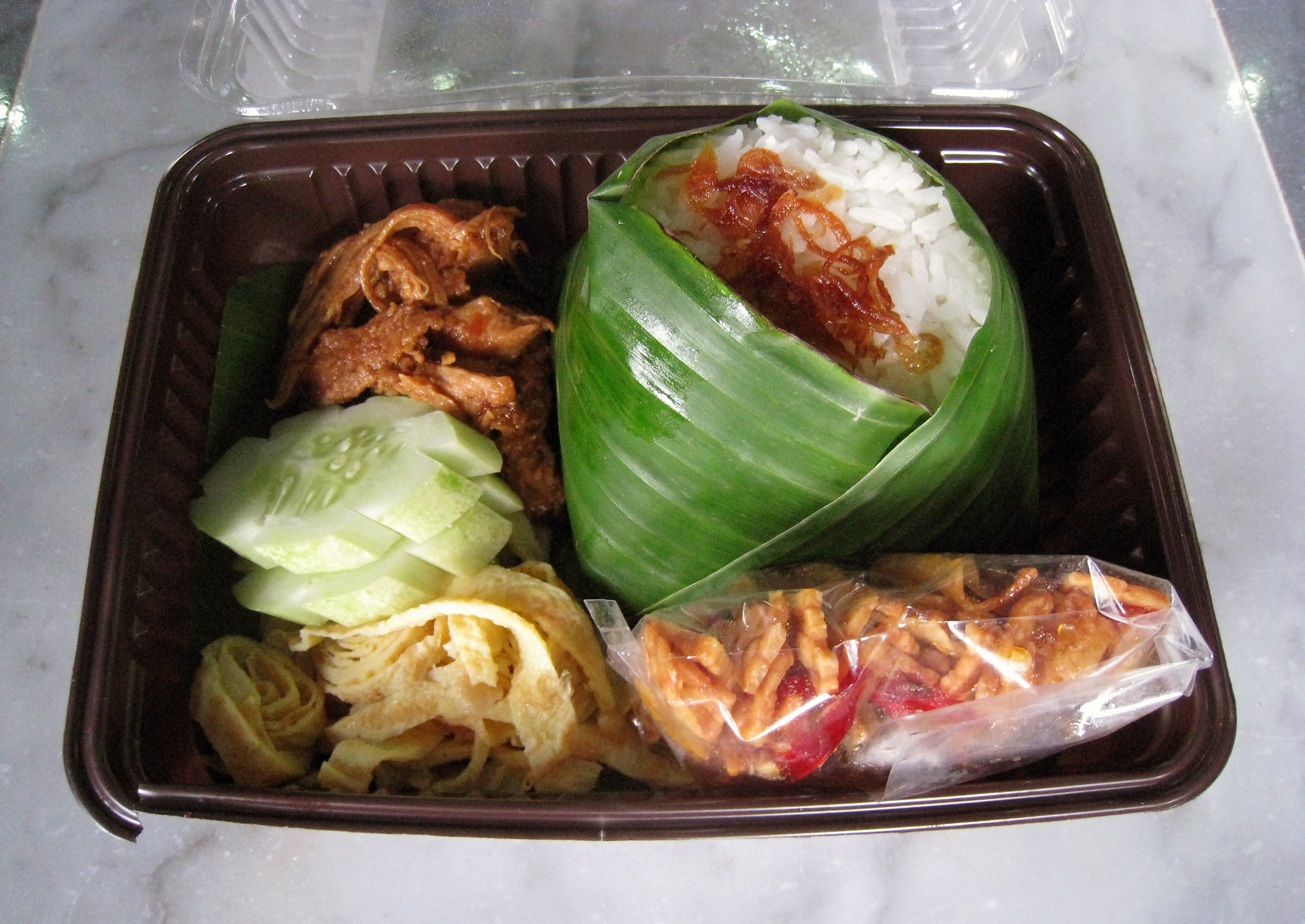
Nasi uduk pré-emballé avec de layam suwir (poulet émincé), du concombre tranché, de l'omelette et du tempe orek (tempeh frit avec de la sauce soja).

Le nasi uduk est vendu généralement dans un warung, avec de nombreux accompagnements au choix. Cependant, dans les versions pré-emballées, les accompagnements consistent seulement à du tempe orek (tempeh frit avec de la sauce soja), teri kacang (anchois avec de l'arachide), et de l'omelette avec du sambal kacang (sambal aux arachides).
Les accompagnements les plus courants du nasi uduk sont :
- tempe orek : tempeh frit avec des légumes et de la sauce soja ;
- œufs sous toutes les formes : ceplok (œuf frit), omelette, entière ou coupée en lanières, telur balado (œuf dur dans du sambal), telur pindang ;
- teri kacang : anchois et cacahouètes ;
- bihun goreng : vermicelles de riz frits ;
- tumis buncis : haricots frits ;
- krechek : peau de bœuf dans du lait de coco épicé ;
- ayam goreng : poulet frit ;
- empal : bœuf frit ;
- semur daging : ragoût de bœuf dans une sauce soja sucrée ;
- semur tahu : ragoût de tofu dans une sauce soja sucrée ;
- semur jengkol : ragoût de jengkol et sauce soja sucrée ;
- gorengan (beignets) : tempeh, tofu, ou bakwan (légumes sautés) frits, perkedel kentang (pomme de terre) ou perkedel jagung (maïs) ;
- emping : chips de melinjo ou krupuk bawang (chips d'oignon).